# Маляренко, Василий Тимофеевич
Василий Тимофеевич Маляренко (укр. Василь Тимофійович Маляренко; род. 18 октября 1941, село Викторовка, Маньковский район, Киевская область) — советский и украинский юрист, доктор юридических наук (2005), профессор (2004), член-корреспондент АПрНУ (2004); Председатель Верховного Суда Украины (11 ноября 2002—21 июля 2006); Заслуженный юрист Украины (1992), представитель Украины в Комиссии ООН по вопросам предупреждения преступности и уголовного правосудия (с июля 1996); председатель Научно-консультативного совета при Верховном Суде Украины; член Высшего совета юстиции (ноябрь 2002—июль 2006), член Совета по вопросам реформирования судебной системы Украины (с января 2004).

## Биография

### Образование
Кадиевський горный техникум (1962).
Харьковский юридический институт (1968—1973), юрист, «Правоведение».
Кандидатская диссертация «Реализация основных конституционных принципов судопроизводства в уголовно-процессуальном законодательстве Украины» (специальность 12.00.09 — уголовный процесс и криминалистика и судебная экспертиза, оперативно-розыскная деятельность; Национальная юридическая академия Украины имени Ярослава Мудрого, 1999).
Докторская диссертация «Перестройка уголовного процесса Украины в контексте европейских стандартов: теория, история и практика» (специальность 12.00.09 — уголовный процесс и криминалистика и судебная экспертиза, оперативно-розыскная деятельность; Национальная юридическая академия Украины имени Ярослава Мудрого, 2005).

### Трудовая деятельность
- Октябрь—декабрь 1958 — рабочий геофизической экспедиции, город Луганск.
- Декабрь 1958—август 1959 — рабочий шахты № 1 треста «Ленинуголь», село Сутоган Луганской области.
- Сентябрь 1959—март 1960 — ученик Кадиевского горного техникума.
- Март 1960—апрель 1963 — рабочий, горный мастер шахты имени Ильича треста «Кадиевуголь».
- Июль—ноябрь 1963 — горный мастер шахты № 3-3-бис, город Кадиевка.
- Ноябрь 1963—ноябрь 1966 — рядовой, заместитель командира взвода, старшина роты в/ч 25653.
- Декабрь 1966—июль 1967 — мастер производственного обучения ПТУ № 66, город Кадиевка.
- Июль 1967—октябрь 1973 — инженер комбината «Луганскшахтострой», город Кадиевка, город Брянка.
- Октябрь 1973—февраль 1975 — судья Кадиевского городского суда.
- Февраль 1975—май 1978 — судья, май 1978—март 1980 — заместитель председателя Луганского областного суда.
- С марта 1980 — судья (с мая 2003, бессрочно) Верховного Суда Украины, 1983—1993 — судья, секретарь Пленума, декабрь 1993—ноябрь 2002 — заместитель Председателя — председатель Судебной коллегии по уголовным делам, с ноября 2002 — председатель Верховного Суда Украины.

С марта 2006 года — кандидат в народные депутаты Украины от Народного блока Литвина, № 5 в списке. На время выборов: председатель Верховного Суда Украины, беспартийный.
Председатель рабочей группы разработчиков проекта Уголовно-процессуального кодекса Украины (с 1994, КМ Украины), заместитель председателя рабочей группы разработчиков проекта Уголовно-процессуального кодекса Украины (с января 2003, ВР Украины).
Член Комиссии по доработке и согласованию проектов уголовного, уголовно-процессуального и уголовно-исполнительного кодексов Украины (сентябрь 1998—ноябрь 2001), член Комиссии по проработке вопросов относительно отмены смертной казни на Украине (с июля 1998), член Комиссии по вопросам реформирования правоохранительных органов Украины; член Совета национальной безопасности и обороны Украины (февраль 2005—сентябрь 2006).
Член редакционных советов журналов: «Адвокат», «Юридическая Украина», «Практика Европейского суда по правам человека. Решение. Комментарии».
Преподаватель Академии судей Украины.
Судья высшего квалификационного класса.
Академик Украинской АН (2004).
Украинец. Жена Валентина Ивановна (род. 1942) — пенсионерка; дочь Анжелика (род. 1969) и сын Артём (род. 1976) — юристы.

## Книги
Автор более 200 научных трудов.
Автор книг: «Конституционные основы уголовного судопроизводства» (1999), «О наказании за новым Уголовным кодексом Украины» (2003), «Реформирование уголовного процесса Украины в контексте европейских стандартов: Теория, история и практика» (2004), «Уголовный процесс Украины. Состояние и перспективы развития. Избранные научные труды. Учебное пособие» (2004), «Уголовный процесс Украины. Состояние и перспективы развития. Избранные научные труды. Учебное пособие» (2004), «Перестройка уголовного процесса Украины в контексте европейских стандартов» (2005).
Соавтор книг: «Пьянство и преступность» (1988), «Прокурор в уголовном судопроизводстве» (2001), «Верховный Суд Украины: история и настоящее, портреты и события» (2001), «Государства и правотворчества в Украине: опыт, проблемы, перспективы» (2001), «Уголовный процесс Украины. Особенная часть. Методические рекомендации» (2002), «Уголовный процесс (Общая и Особенная часть). Учебно-методическое пособие» (2002), «Уголовно-процессуальный кодекс Украины. Научно-практический комментарий» (2003, 2004, 2006, общественность. ред.), «Уголовно-процессуальный кодекс Украины. Научно-практический комментарий» (2003, 2005, общественность. ред.), "Комментарий к Закону «О судоустройстве Украины» (2003, общественность. ред.), «Суд, правоохранительные и правозащитные органы Украины» (2004, общ. ред.), «Уголовный процесс Украины. Учебник» (2004), «Верховный Суд Украины: истоки, становление, персоналии» (2005, общественность. ред.) и др.; соавтор и составитель 13 сборников: «Практика судов Украины в уголовных делах» (1993), «Убийства, изнасилования и другие преступления против личности» (1993), «Практика судов Украины в уголовных делах 1993—1995 гг.» (1996), «Судебные приговоры. Практика Верховного Суда Украины» (1995), «Реабилитация репрессированных» (1997) и др., 23 издание за общественность. редакцией.
Соавтор, редактор и рецензент ряда комментариев уголовного, уголовно-процессуального кодексов Украины, Закона «О судоустройстве Украины» и комментариев судебной практики. Соавтор проекта Закона «О статусе судей». Четыре раза возглавлял правительственную делегацию Украины в ООН на обсуждении вопросов создания Международного уголовного суда (1995—1998), принимал участие в Римской дипломатической конференции при принятии устава этого суда (1998).

## Награды
- Заслуженный юрист Украины (1992).
- Медали: «Двадцать лет Победы в Великой Отечественной войне 1941—1945 гг.» (1966), «Ветеран труда» (1989).
- Орден «За заслуги» III (март 1998), II (октябрь 2000), I степеней (август 2004).
- Орден князя Ярослава Мудрого V степени (август 2006).
- Орден Святого Владимира III ст. (1999).
- Орден «За трудовые достижения» III ст. (2001).
- Серебряная медаль «Независимость Украины» (2002).
- Золотая медаль «60 лет памяти» (2002).
- Орден «Рождество Христово» II ст. (2003).
- Крест почета «За возрождение Украины» (2003).
- Орден Дмитрия Солунского III ст. (2003).
- Почетная грамота ВР Украины (октябрь 2002).
- Лауреат премии имени Ярослава Мудрого (2001).

## Источник
- Справка